# Nikolaj Andruščenko
Nikolaj Stěpanovič Andruščenko (rusky Николай Степанович Андрущенко, 10. září 1943, Leninogorsk, Kazachstán – 19. dubna 2017, Petrohrad) byl ruský fyzik a novinář, zabývající se tématy ochrany lidských práv, kriminality a ekonomiky. Byl spoluzakladatelem a jedním z vedoucích redaktorů novin Novyj Petěrburg. Ruskými orgány byl obviněn z extremismu a odsouzen, proti čemuž protestoval mj. tím, že se vzdal ruského občanství. Zemřel po útoku neznámých násilníků.

## Život
Andruščenkův praotec zemřel na následky ukrajinského stalinského hladomoru. Jeho syn se následně v 14 letech přestěhoval do Leningradu. Staral se o něj generálplukovník sovětské KGB Semjon Kuzmič Cvigun, který se později pro malého Nikolaje stal prakticky kmotrem.
Andruščenko vystudoval Fyzikální fakultu Leningradské státní univerzity a následně i Akademii zahraničního obchodu.
47 let pracoval jako fyzik a ekonom v různých firmách, např. v podniku LOMO. Měl také místa ve Finsku a Švédsku, odkud zajišťoval příliv investic.
V březnu 1990 byl zvolen poslancem leningradského městského sovětu a byl jeho členem až do jeho rozpuštění dekretem prezidenta Borise Jelcina 21. prosince 1993. Později se stal poslancem obvodní rady Centrálního rajonu Petrohradu.

### Žurnalistická dráha a obvinění z extremismu
Byl členem redakce novin Novyj Petěrburg.
V roce 2007 napsal článek Proč půjdeme 25. listopadu na Pochod nesouhlasu. Vydání novin byl konfiskován a krátce po uskutečnění pochodu bylo vydávání Nového Petěrburgu zcela pozastaveno. Federální služba pro dohled nad oblastí masové komunikace, spojení a ochrany kultury (zkr. Rossvjazochrankultura, předchůdce dnešního Roskomnadzoru) odhalila ve dvou textech, včetně Andruščenkova článku „podněcování k etnickým konfliktům“. Experti následně v článku odhalily příznaky extremismu.
23. listopadu 2007 byl Andruščenko zatčen. Po propuštění z vazby tvrdil, že ho vyšetřovatelé mučili. Kvůli údajným podmínkám ve vazbě (izolace v cele s teplotou na bodu mrazu) utrpěl vážné poškození zdraví - na levé oko oslepl a onemocněl chorobou srdečních cév. Proti takovému zacházení protestoval a podával i soudní žaloby, ale když neuspěl, vzdal se jako výraz posledního protestu ruského občanství.
V roce 2009 byl Andruščenko odsouzen k ročnímu vězení podmíněně a k pokutě 20 tisíc rublů, kterou odvolací soud zrušil. Soud mu dal za vinu maření úředního rozhodnutí, kterého se měl dopustit tím, že o vyšetřování napsal článek. Za vyjadřování extremistických názorů byl odsouzen až rozsudky soudů na začátku roku 2010. Organizace Memorial Human Rights ho poté označila za politického vězně.
K publikaci se Andruščenko vrátil až po několika letech. V prosinci roku 2014 v rozhovoru pro Rádio Svoboda řekl, že se věnoval dvěma případům rozpracovaným politickým aktivistou Jurijem Šutovem: „První byla analýza výsledků privatizace [v Petrohradě] a mohu říct, že podle evropských zákonů by privatizaci mnoha budov bylo možné zrušit. A za druhé jsem byl členem neoficiální komise, která připravovala soud proti KGB, ale to se nepodařilo.“
V závěru života se věnoval pátrání ve věci generálmajora sil ministerstva vnitra Alexandra Pantělejeva a chystal článek o schůzkách vysokých činitelů ministerstva vnitra a FSB. Kvůli dokumentům týkajícím se tohoto případu byl napaden několika lidmi před svým bytem, ale útok přežil bez následků.
9. března 2017 při cestě na jednání na něj zaútočili neznámí lidé a způsobili mu bodné zranění hlavy. V Mariinské nemocnici byl uveden do umělého spánku, ale zemřel, aniž by nabyl opět vědomí.
Časopis Spiegel přirovnal jeho smrt k vraždám novinářky Anny Politkovské a opozičního politika Borise Němcova. Nad okolnostmi jeho smrti se pozastavila i představitelka OBSE pro svobodu tisku Dunja Mijatovičová.

## Osobní život
Andruščenko byl ženatý a měl dvě děti.